# Samuel Mráz
Samuel Mráz (* 13. května 1997, Malacky) je slovenský fotbalový útočník či záložník a reprezentant, od září 2022 hráč španělského klubu CD Mirandés, kde je na hostování z italského týmu Spezia Calcio. Mimo Slovensko působil na klubové úrovni v Itálii, Dánsku a Polsku. Jeho starší bratranec Branislav Mráz je trenérem.

## Klubová kariéra
Je odchovancem mužstva FK Senica, kam přišel v žácích po působeních v klubech ŠK Malacky a TJ Záhoran Kostolište. 28. července 2013 o něj projevil zájem skotský tým Celtic FC z města Glasgow, avšak nakonec zůstal v Senici. Byl však na testech také v družstvech z Německa (VfL Wolfsburg), Nizozemska (FC Twente) i Itálii (UC Sampdoria, Robur Siena a Empoli FC).

### FK Senica

#### Sezona 2013/14
V průběhu jarní části sezony 2013/14 se propracoval do prvního mužstva. K prvnímu zápasu za "áčko" Senice nastoupil pod trenérem Pavlem Hapalem 12. 4. 2014 ve 26. kole první ligy proti klubu FK AS Trenčín (výhra 2:1), odehrál 62 minut. V sezoně nastoupil k osmi ligovým zápasům za první tým. Hrál však i za mládež a 21. února 2014 vyhrál anketu o nejlepšího sportovce města roku 2013 v kolektivní kategorii mladší dorostenci U-17.

#### Sezona 2014/15
V létě 2014 podepsal s vedením mužstva nový kontrakt do konce ročníku 2016/2017. 9. listopadu 2014 v 17. kole nejvyšší soutěže porazil se svým klubem po více než čtyřech letech v lize Slovan Bratislava. Svůj první gól v lize za Senici vstřelil v utkání 19. kola 28. 11. 2014 v krajském derby proti Spartaku Trnava, když v 87. minutě srovnával na konečných 1:1. 25. února 2015 vyhrál za podzim 2014 anketu o nejlepšího sportovce města roku 2014 v kolektivní kategorii U19. Na jaře 2015 došel s "áčkem" Senice až do finále Slovenského poháru. V něm nehrál a jeho spoluhráči podlehli na neutrální půdě na stadionu NTC Poprad týmu AS Trenčín po penaltovém rozstřelu. V ročníku 2014/15 odehrál za první mužstvo 15 utkání v lize.

#### Sezona 2015/16
Poprvé v sezoně se prosadil v pátém kole hraném 15. 8. 2015 v souboji se Slovanem Bratislava. V 68. minutě vsítil vyrovnávací branku na 1:1, tímto výsledkem i utkání skončilo. Další gól v ročníku dal 7. listopadu 2015 v odvetě se Slovanem (prohra 1:2), když ve 35. minutě otevřel skóre utkání. Celkem za sezonu nastoupil k 21 ligovým střetnutím.

#### Sezona 2016/17
Svoji první branku v ročníku dal 30. 6. 2016 v zápase třetího kola proti Zemplínu Michalovce (výhra 2:0), když vsítil ve 28. minutě první gól střetnutí. Podruhé v sezoně skóroval v devátém kole ve 37. minutě v souboji s mužstvem MŠK Žilina, ale se svými spoluhráči podlehl na venkovním hřišti soupeři v poměru 2:4. Na podzim 2016 absolvoval v lize 19 zápasů.

### MŠK Žilina

#### Sezona 2016/17
V únoru 2017 přestoupil do jiného slovenského klubu, konkrétně do MŠK Žilina a podepsal s ním kontrakt na tři a půl roku. Ligový debut v dresu Žiliny absolvoval shodou okolností proti Senici (prohra 0:2), na trávník přišel v 66. minutě. Poprvé v této sezoně za MŠK se trefil 26. února 2017 ve 21. kole v souboji s ViOnem Zlaté Moravce – Vráble (výhra 4:1), když v 52. minutě dával na 2:1. Svůj druhý ligový gól v ročníku v dresu Žiliny zaznamenal ve 24. kole proti týmu MFK Ružomberok (výhra 3:1), když v 60. minutě otevřel skóre utkání. V jarní části sezony získal se Žilinou ligový titul, který mužstvo vybojovalo poprvé po pěti letech. Na jaře 2017 odehrál v lize 11 utkání, nastupoval také za rezervu tehdy působící ve druhé nejvyšší soutěži.

#### Sezona 2017/18
S MŠK se představil ve druhém předkole Ligy mistrů UEFA 2017/18, ve kterém se svým mužstvem vypadl po domácí prohře 1:3 a venkovní výhře 2:1 s dánským celkem FC Kodaň. Své první ligové branky v ročníku si připsal ve čtvrtém a pátém kole, když se dvakrát prosadil proti Senici (výhra 7:1) a jednou v souboji s klubem FC DAC 1904 Dunajská Streda (prohra 2:4). Počtvrté a popáté v sezoně vsítil góly 9. 9. 2017 v 66. a 75. minutě ve střetnutí s týmem FK Železiarne Podbrezová při venkovním vítězství 4:2. Další přesné zásahy si připsal v rozmezí 12. až 14. kola, když dal po jedné brance do sítí mužstev FC Nitra (výhra 2:0), 1. FC Tatran Prešov (výhra 1:0) a FC ViOn Zlaté Moravce – Vráble (výhra 2:0). Svoji devátou branku v ročníku zaznamenal v 17. kole hraném 25. listopadu 2017 v souboji se Spartakem Trnava, když v 75. minutě zvyšoval na konečných 3:0. Podesáté v sezoně skóroval ve 20. kole v odvetě s Ružomberkem (výhra 2:0). Následně skóroval 11. 3. 2018 proti Slovanu Bratislava (výhra 2:0), když ve 38. minutě otevřel střelecký účet zápasu. Svůj dvanáctý a třináctý gól v ročníku dal v odvetě s Ružomberkem a výraznou měrou se podílel na vítězství 2:1 na hřišti soupeře. V rozmezí 22. 4. až 23. 5. 2018 zažil skvělou brankovou sérii, když za více než měsíc dal v odvetných utkáních osm branek. Celkem čtyři góly zaznamenal ve dvou zápasech do sítí Ružomberku (výhra 3:0) a Nitry (výhra 5:0), v každém střetnutí vstřelil po dvou brankách a prosadil se i jednou v každém ze soubojů s kluby FC DAC 1904 Dunajská Streda (prohra 2:3), AS Trenčín (výhra 2:1), FC Spartak Trnava (výhra 6:0) a ŠK Slovan Bratislava (prohra 2:3). Na jaře 2018 došel s Žilinou do finále play-off o účast v prvním předkole Evropské ligy UEFA 2018/19, ve kterém však se svým celkem prohrál s Trenčínem po penaltovém rozstřelu. V sezoně 2017/18 se stal s 21 góly nejlepším střelcem ligy, odehrál 34 ligových střetnutí.

### Empoli FC (+ hostování)
V létě 2018 odešel na přestup údajně za 1,5 milionů € do Itálie. Uzavřel čtyřletou smlouvu s týmem Empoli FC, tehdejším nováčkem Serie A. Svůj první zápas v lize za Empoli absolvoval proti mužstvu Janov CFC, na hrací plochu zamířil v 77. minutě a vstřelil gól na konečných 1:2. V následujících letech nejprve hostoval v mužstvu FC Crotone (pět zápasů a jedna branka) a poté v dalších klubech. Celkem za Empoli nastoupil v lize k šesti zápasům.

### Brøndby IF (hostování)
V průběhu ročníku 2019/20 zamířil na hostování do dánského celku Brøndby IF. Ligový debut v dresu Brøndby si připsal v osmém kole hraném 1. září 2019 v souboji s klubem FC Midtjylland a při prohře 0:1 odehrál 14 minut. Poprvé a podruhé v sezoně skóroval ve 29. a 35. minutě v 16. kole proti týmu Esbjerg fB (výhra 2:1). Svůj třetí gól v lize dal 23. 2. 2020 proti mužstvu Aalborg BK (prohra 2:3), když snižoval na průběžných 1:2. Následně vsítil branku ve 24. kole v souboji s mužstvem FC Nordsjaelland a podílel se na konečné remíze 2:2. Během necelého roku nastoupil k 21 ligovým duelům.

### Zagłębie Lubin (hostování)
V létě 2020 odešel hostovat do Polska do klubu Zagłębie Lubin, který měl k dispozici i předkupní právo. V Lubinu ho trénoval krajan Martin Ševela. Premiérový start v lize zažil v souboji s Lechem Poznań (výhra 2:1), odehrál 66. minut. Poprvé v ročníku vstřelil gól 6. prosince 2020 ve 12. kole proti Piastu Gliwice, když ve 14. minutě vyrovnával na konečných 1:1. Svoji druhou branku v sezoně vsítil ve 26. kole v souboji s Wislou Krakov (výhra 4:1), trefil se v 87. minutě. V ročníku 2020/21 nastoupil v lize ke 27 utkáním.

### Spezia Calcio
V srpnu 2021 Empoli definitivně opustil a zamířil na přestup v rámci Itálie do Spezie Calcio, kde podepsal tříletou smlouvu. Ligový debut v dresu Spezie zažil 23. 8. 2021 proti Cagliari Calcio (remíza 2:2), na trávník přišel jako střídající hráč v 69. minutě.

### ŠK Slovan Bratislava (hostování)
V průběhu sezony 2021/22 měsíc po příchodu do Spezie odešel na roční hostování s opcí na trvalý transfer zpět do vlasti do Slovanu Bratislava, úřadujícího mistra ligy. Se Slovanem se krátce po svém příchodu představil v základní skupině F Evropské konferenční ligy UEFA 2021/22, kde v konfrontaci se soupeři: FC Kodaň (Dánsko) - (prohry doma 1:3 a venku 0:2), PAOK Soluň (Řecko) - (remízy venku 1:1 a doma 0:0) a stejně jako v kvalifikaci s Lincolnem Red Imps - (výhry doma 2:0 a venku 4:1) skončili na třetím místě tabulky, což na postup do jarní vyřazovací fáze nestačilo. Mráz v této sezoně pohárové Evropy nastoupil k šesti zápasům a dal v nich jeden přesný zásah, konkrétně v odvetě s Lincolnem.
Svůj první ligový duel v dresu bratislavského týmu zaznamenal v sedmém kole v souboji s mužstvem FC DAC 1904 Dunajská Streda (remíza 1:1), když v 64. minutě vystřídal na hrací ploše Andreho Greena. Poprvé v ročníku skóroval v osmém kole hraném 19. září 2021 proti Žilině. Ve 32. minutě dával na 2:1, avšak utkání nakonec skončilo domácí remízou 2:2. Svoji druhou a třetí branku v sezoně zaznamenal v následujícím kole v souboji se Senicí, když se trefil nejprve na 2:0 a následně na konečných 3:0. Následně se trefil proti klubu FK Pohronie při výhře 5:1. Popáté a pošesté se trefil v odvetách s Žilinou při venkovní remíze 1:1 a výhře 3:2. V ročníku 2021/22 pomohl svému zaměstnavateli již ke čtvrtému titulu v řadě, což Slovan dokázal jako první v historii slovenského fotbalu. Svůj sedmý ligový gól v ročníku zaznamenal 14. 5. 2022 v souboji s týmem ŠKF Orion Tip Sereď, když v 78. minutě dával na konečných 3:0. Po skončení sezony Slovan předkupní právo neuplatnil, a tak se vrátil zpět do Spezie.

### CD Mirandés (hostování)
V září 2022 zamířil opět hostovat, a to do španělského mužstva CD Mirandés.

## Klubové statistiky
Aktuální k 2. listopadu 2022
| Sezona    | Klub                         | Soutěž           | Zápasy | Góly |
| --------- | ---------------------------- | ---------------- | ------ | ---- |
| 2013/2014 | FK Senica                    | Corgoň liga      | 8      | 0    |
| 2014/2015 | FK Senica                    | Fortuna liga     | 15     | 1    |
| 2015/2016 | FK Senica                    | Fortuna liga     | 21     | 2    |
| 2016/2017 | FK Senica                    | Fortuna liga     | 19     | 2    |
| 2016/2017 | MŠK Žilina                   | Fortuna liga     | 11     | 2    |
| 2017/2018 | FK Senica                    | Fortuna liga     | 34     | 21   |
| 2018/2019 | Empoli FC                    | Serie A          | 6      | 1    |
| 2018/2019 | FC Crotone (host.)           | Serie B          | 5      | 1    |
| 2019/2020 | Brøndby IF (host.)           | Superligaen      | 21     | 4    |
| 2020/2021 | Zagłębie Lubin (host.)       | Ekstraklasa      | 27     | 2    |
| 2021/2022 | Spezia Calcio                | Serie A          | 2      | 0    |
| 2021/2022 | ŠK Slovan Bratislava (host.) | Fortuna liga     | 19     | 7    |
| 2022/2023 | Spezia Calcio                | Serie A          | 0      | 0    |
| 2022/2023 | CD Mirandés (host.)          | Segunda División |        |      |

## Reprezentační kariéra
V minulosti reprezentoval svoji zemi v mládežnických kategoriích do 15, 16, 17, 18, 19 a 21 let.

### A-mužstvo
Ve Slovenské seniorské reprezentaci debutoval pod trenérem Štefanem Tarkovičem 16. 10. 2018 v přípravném utkání v Solně ve Friends Areně proti Švédsku (remíza 1:1), na hrací plochu přišel jako střídající hráč v 71. minutě namísto Adama Nemca. V následujícím zápase za reprezentaci Slovenska, ve kterém nastoupil, zaznamenal první gól za tento výběr. Trefil se proti Jordánské reprezentaci v 74. minutě při vítězství 5:1. S výběrem Slovenska byl při postupu na EURO 2020 po úspěšné baráži proti Severoirské reprezentaci.

### Reprezentační zápasy a góly
Zápasy Samuela Mráze za A-mužstvo Slovenska
| 2018               | 1 | 0 |
| 2019               | 2 | 1 |
| 2020               | 1 | 0 |
| 2021               | 0 | 0 |
| Celkem             | 4 | 1 |
| Platí k 9. 9. 2021 |   |   |

Seznam gólů Samuela Mráze v A-mužstvu slovenské reprezentace
| 010                | 07.06. 2019 | City Arena Trnava, Trnava, Slovensko | Jordánsko | 04:1 0(74.) | 5:1 | přátelský zápas |
| Platí k 9. 9. 2021 |             |                                      |           |             |     |                 |